# لولك أباد سفلي
لولك أباد سفلي هي قرية في مقاطعة سلماس، إيران. عدد سكان هذه القرية هو 143 في سنة 2006.